# Goin
Goin  je u nordijskoj mitologiji jedan od zmajeva koji jedu Ygddrasil. 